# Нагибина, Ирина Михайловна
Ирина Михайловна Нагибина (1921—2004) — российский учёный в области физической оптики и спектроскопии, доктор технических наук (1971), профессор (1971), заведующая кафедрой спектральных и оптико-физических приборов ЛИТМО (1967—1988).

## Биография
Родилась 7 сентября 1921 года. Поступила в ЛИТМО (1939). Во время войны — блокадница, работала в оптическом цехе ремонтных мастерских института. Окончила ЛИТМО в 1948 г. (первый выпуск инженерно-физического факультета). Работала там же ассистентом и преподавателем. В 1955 г. защитила диссертацию на учёную степень кандидата физико-математических наук (тема «Исследование зависимости ширины спектральных линий от концентрации атомов в дуговом разряде переменного тока»).
Доцент кафедры (1957), заведующая кафедрой спектральных и оптико-физических приборов (1967—1988), доктор технических наук (1971), профессор (1971), декан факультета оптико-электронного приборостроения (1972—1976), декан инженерно-физического факультета (1976—1977).
Автор (соавтор) 6 учебников, более 150 научных работ. Сочинения:
- Интерференция и дифракция света [Текст] : Основы теории и применения : [Для вузов по специальности "Опт. приборы и спектроскопия"]. - Ленинград : Машиностроение. Ленингр. отд-ние, 1974. - 359 с. : ил.; 22 см.
- Интерференция и дифракция света : [Учеб. пособие для оптич. спец. вузов] / И. М. Нагибина. - 2-е изд., перераб. и доп. - Л. : Машиностроение : Ленингр. отд-ние, 1985. - 332 с. : ил.; 22 см.; ISBN В пер.
- Фотографические и фотоэлектрические спектральные приборы и техника эмиссионной спектроскопии : [Учеб. пособие для опт. спец. вузов] / И. М. Нагибина, Ю. К. Михайловский. - Л. : Машиностроение : Ленингр. отд-ние, 1981. - 247 с. : ил.; 20 см.; ISBN В пер.
- Спектральные приборы и техника спектроскопии [Текст] : [Учеб. пособие для вузов] / И. М. Нагибина, В. К. Прокофьев ; Под ред. проф. д-ра физ.-мат. наук В. К. Прокофьева. - 2-е изд., доп. и перераб. - Ленинград : Машиностроение. [Ленингр. отд-ние], 1967. - 324 с. : ил.; 22 см.
- Спектральные приборы и техника спектроскопии [Текст] : Руководство по практ. занятиям : [Для вузов] / И. М. Нагибина, В. К. Прокофьев ; Под ред. проф. д-ра физ.-мат. наук В. К. Прокофьева. - Москва ; Ленинград : Машгиз. [Ленингр. отд-ние], 1963. - 271 с. : ил.; 22 см.
- Прикладная физическая оптика : Учеб. пособие для студентов вузов, обучающихся по направлению "Оптотехника" и специальностям "Лазерная техника и лазерные технологии", "Лазерные системы в ракетной технике и космонавтике", "Оптико-электронные приборы и системы", "Оптические технологии" / [И. М. Нагибина, В. А. Москалев, Н. А. Полушкина, В. Л. Рудин]. - 2. изд., испр. и доп. - М. : Высш. шк., 2002. - 564, [1] с. : ил.; 21 см.; ISBN 5-06-004039-9

Заслуженный работник высшей школы Российской Федерации. Почётный работник высшего профессионального образования Российской Федерации. Награждена орденом «Знак Почёта», медалями, в том числе медалью «В память 300-летия Санкт-Петербурга».
Одна из авторов поэтических сборников, изданных к 100-летию Университета ИТМО (2000).
Умерла осенью 2004 года.